# Pterocactus australis
Pterocactus australis ist eine Pflanzenart der Gattung Pterocactus aus der Familie der Kakteengewächse (Cactaceae). Das Artepitheton australis stammt aus dem Lateinischen, bedeutet ‚südlich‘ und verweist auf das, im Vergleich zur Mehrheit der anderen Arten der Gattung, relativ südliche Vorkommen der Art.

## Beschreibung
Pterocactus australis bildet kugelige bis birnenförmige Triebsegmente. Sie stehen in kurzen Ketten übereinander, sind grünlich braun bis purpurn und werden bis 8 Zentimeter lang und 1 bis 1,5 Zentimeter im Durchmesser. Die wenigen Glochiden sind unauffällig. Die 1 bis 2 aufwärts gerichteten, weißlich bis braunen oder schwarzen und abgeflachten Mitteldornen sind nur an den Triebenden vorhanden und werden bis 2 Zentimeter lang. Die 10 bis 15 weißen Randdornen werden 3 bis 4 Millimeter lang.
Die gelben Blüten sind mit einem rosafarbenen oder bräunlichen Hauch überzogen und werden 2 bis 3 Zentimeter im Durchmesser groß. Die Früchte sind mit Areolen besetzt, welche bei Reife abfallen.

## Verbreitung, Systematik und Gefährdung
Pterocactus australis ist in Süd-Argentinien in den Provinzen Neuquen, Río Negro, Chubut und Santa Cruz sowie in Chile in der Nähe der Stadt Chile Chico auf steinigen Hügelseiten in Höhenlagen bis 500 Metern verbreitet.
Die Erstbeschreibung der Art als Opuntia australis erfolgte 1899 durch Frédéric Albert Constantin Weber. Curt Backeberg stellte die Art 1950 in die Gattung Pterocactus.
In der Roten Liste gefährdeter Arten der IUCN wird die Art als „Least Concern (LC)“, d. h. als nicht gefährdet geführt. Die Entwicklung der Populationen wird als stabil angesehen.

## Nachweise